# Catholic World

The Catholic World (Le Monde catholique) est un mensuel américain édité par les paulistes qui a paru d'avril 1865 à janvier-février 1996 et qui est aujourd'hui en ligne. Il a été fondé par le père Isaac Hecker. Il traite du catholicisme et de son rapport avec la culture américaine, mais aussi d'autres questions abordées d'un point de vue catholique américain. Il comportait au début un certain nombre d'articles d'Orestes Brownson, dont celui de mai 1870, qui traite des rapports entre l'Église et l'État (Church and State) et développe la pensée de l'auteur sur le rapport correct qu'ils doivent entretenir. Le R.P. John Burke, cofondateur du National Catholic Welfare Council, y a longtemps collaboré.

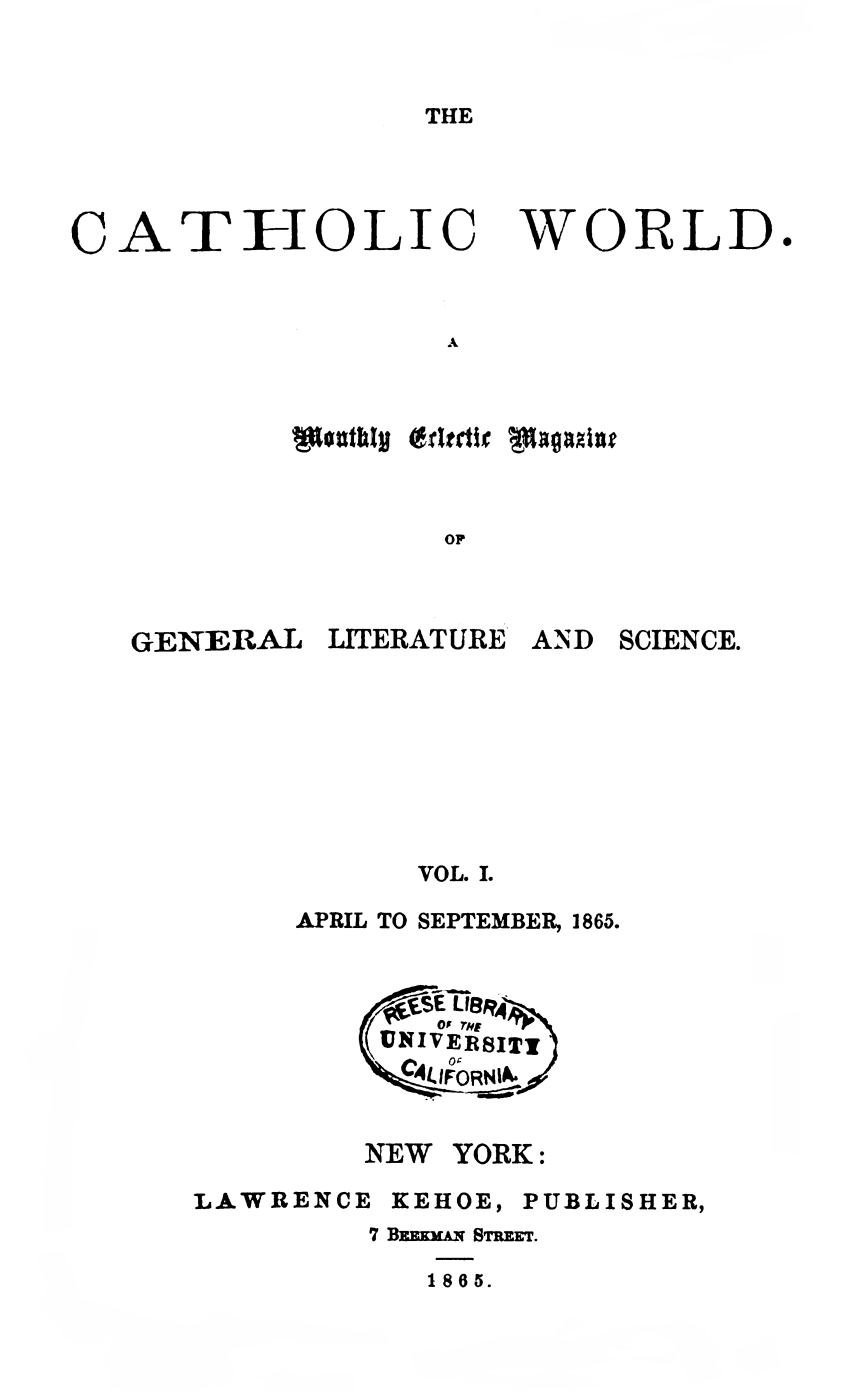
Page de titre du Catholic World Vol. I - 1865

Depuis 1996, le magazine paraît sur internet. Ses articles traitent de théologie, d'études bibliques, d'éthique (par exemple la puissance du pardon dans la tradition catholique, dans le numéro de novembre 2006), de questions d'actualité (par exemple en janvier 2010 la politique étrangère du président Obama), et des liens de la culture nord-américaine avec le christianisme (par exemple la culture catholique hispanique aux États-Unis aujourd'hui). Une revue des derniers livres parus est présentée tous les mois. 